# Dincolo de nisipuri (film)
Dincolo de nisipuri este un film românesc din 1974 regizat de Radu Gabrea. Rolurile principale au fost interpretate de actorii Dan Nuțu, George Constantin și Mircea Albulescu. Filmul este o ecranizare a romanului Îngerul a strigat scris în anii 1961-1968 de Fănuș Neagu și publicat pentru prima oară în anul 1968. Premiera oficială a filmului a avut loc în februarie 1974.

## Distribuție
Distribuția filmului este alcătuită din:
- Dan Nuțu — Nicolae/ Ion Mohreanu, țăran (tată și fiu) strămutat din Plătărăști
- George Constantin — Nae Caramet, țăran arivist
- Mircea Albulescu — Che Andrei, țăran bătrân, veteran de război
- Emil Botta — prințul Ipsilanti, proprietarul moșiei Plătărăști
- Gina Patrichi — Vetina, nevasta lui Berechet, amanta lui Nicolae Mohreanu
- Violeta Andrei — Bișca, nevasta lui Caramet
- Vasile Nițulescu — Pavel Berechet, țăran înstărit
- Gheorghe Dinică — maiorul Ionescu, un ofițer cartofor
- Ernest Maftei — Titi Șorici, țăran cu convingeri comuniste
- Constantin Rauțchi — Petrea Dună, lemnar, cel care l-a blestemat pe Nicolae Mohreanu
- Ștefan Mihăilescu-Brăila — Gheorghe Jinga. țăran înstărit
- Ștefan Radof — Magaie, fratele lui Che Andrei
- Alexandru Herescu — Neicu Jinga „Îngerul”, fratele mai mic al Vetinei
- Elena Racinede — Tița, fata lui Gheorghe Jinga
- Elena Buhoci-Gurgulescu — Bocu, servitoarea Vetinei (menționată Ileana Gurgulescu)
- Mitică Popescu — Romniceanu, omul de încredere al lui Jinga
- Ovidiu Schumacher — Zigu Doancă, fiul vechilului
- Ion Henter — Marin Doancă, vechilul de pe moșia prințului
- Florin Scărlătescu — prefectul județului
- Andrei Codarcea
- Horia Georgescu
- Horia Ilieșu
- Tudor Stavru — Trenu Anghelina
- Vasile Popa
- Geo Măicănescu
- Cornel Gârbea — chestorul (nemenționat)

## Dublaj de voce
- Gheorghe Cozorici — Nicolae Mohreanu (menționat)

## Primire
Filmul a fost vizionat de 886.922 de spectatori în cinematografele din România, după cum atestă o situație a numărului de spectatori înregistrat de filmele românești de la data premierei și până la data de 31 decembrie 2014 alcătuită de Centrul Național al Cinematografiei.